# Championnats du monde de four cross 2021
Navigation
2019
Les championnats du monde de four cross 2021 sont la 19e édition de ces championnats, organisés par l'Union cycliste internationale (UCI) et décernant les titres mondiaux en four-cross. Ils ont lieu le 27 août 2021 à Val di Sole en Italie.

## Podiums
| Épreuves | Or               | Argent           | Bronze          |
| -------- | ---------------- | ---------------- | --------------- |
| Hommes   | Tomáš Slavík     | Adrien Loron     | Hannes Slavik   |
| Femmes   | Michaela Hájková | Mathilde Bernard | Anna Sara Rojas |

## Tableau des médailles
| Rang | Nation   | Or | Argent | Bronze | Total |
| ---- | -------- | -- | ------ | ------ | ----- |
| 1    | Tchéquie | 2  | 0      | 0      | 2     |
| 2    | France   | 0  | 2      | 0      | 2     |
| 3    | Autriche | 0  | 0      | 0      | 1     |
| 3    | Bolivie  | 0  | 0      | 1      | 1     |
|      | TOTAL    | 2  | 2      | 2      | 6     |